# Thiago Camilo

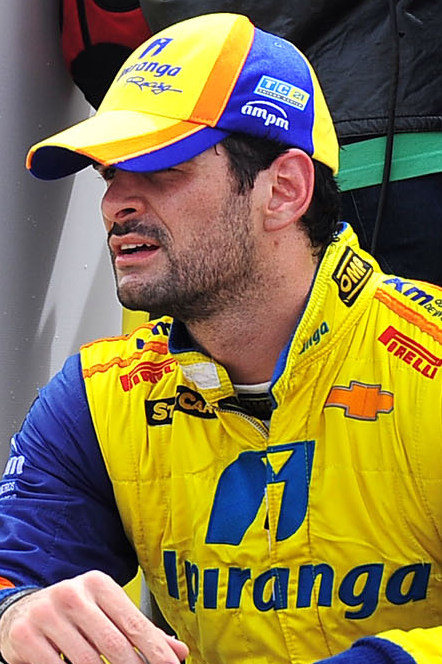
Thiago Camilo fotografiado en 2013

Thiago Palmieri Camilo (São Paulo, Brasil, 20 de septiembre de 1984) es un piloto de automovilismo de velocidad brasileño. Ha resultado subcampeón del Stock Car Brasil en 2009 y 2013, tercero en 2007 y 2008, cuarto en 2004, y quinto en 2012, acumulando un total de 18 victorias. Además, obtuvo el Campeonato Brasileño de Marcas 2011, siempre como piloto de Chevrolet, y octavo en el GT Brasil 2009 con Porsche.

## Carrera deportiva
Luego de iniciarse en el karting, Camilo disputó el Stock Car Light en 2000 a la edad de 16 años. En 2001 resultó tercero con dos victorias y cinco podios, y repitió el tercer puesto en 2002 con dos victorias y seis podios.
Camilo debutó en el Stock Car Brasil en 2003 con el equipo RC. Resultó 17º en el campeonato, tras obtener un sexto puesto, dos séptimos, un décimo y ocho abandonos. En 2004 pasó al equipo Vogel, con el que obtuvo cuatro segundos puestos. En la fecha final en Interlagos logró su primer triunfo, convirtiéndose en el piloto más joven en lograrlo en la categoría con 20 años y dos meses. Así, culminó cuatro en el campeonato, por detrás de Giuliano Losacco, Cacá Bueno y Antônio Jorge Neto.
El paulistano obtuvo un triunfo en Jacarepaguá 2005 y cuatro top 5, pero abandonó en seis carreras de 12. Por tanto, quedó séptimo en el campeonato. En 2006, triunfó en Curitiba y logró un segundo puesto y seis top 5, por lo que se ubicó sexto en el campeonato.
Continuando en el Stock Car Brasil 2007 con un Chevrolet Astra del equipo Vogel, Camilo ganó en Londrina y llegó segundo tres veces. Así, terminó tercero en el campeonato, por detrás de Bueno y Rodrigo Sperafico. En 2008 repitió el tercer puesto de campeonato, enfrentándose a Ricardo Maurício y Marcos Gomes del equipo Mattheis, con un total de dos victorias en Londrina e Interlagos, cinco podios y nueve top 5 en 12 carreras.
Vogel adoptó el nuevo Chevrolet Vectra en 2009. Camilo obtuvo dos triunfos en Campo Grande e Interlagos, un tercer puesto y un cuarto. Así, entró a la Súper Final del Stock Car y resultó subcampeón frente a Bueno. Ese mismo año, corrió en el GT Brasil con un Porsche 911 del equipo WB, resultando octavo en el campeonato con una victoria y cinco podios en diez carreras. Por último, obtuvo un podio en las tres fechas de la Copa Endurance Series del TC 2000 Argentino junto a Matías Rossi al volante de un Renault Mégane oficial, terminando sexto en la tabla de posiciones del minitorneo.
Camilo corrió su último año con Vogel en el Stock Car Brasil 2010. Obtuvo apenas dos podios y quedó 12º en el campeonato, por fuera de la Súper Final. En paralelo, corrió en el Trofeo Fiat Linea, donde no logró ningún podio y quedó 17º en el campeonato.
El piloto pasó al equipo RCM para la temporada 2011 del Stock Car. Venció en Curitiba, Interlagos y Salvador de Bahía, y logró cinco podios y siete top 5. Sin embargo, logró apenas un noveno puesto en las cuatro fechas de la Súper Final, por lo que terminó octavo en el campeonato. Por otra parte, obtuvo el Campeonato Brasileño de Marcas ante Daniel Serra con un Chevrolet Astra de Carlos Alvez, con un total de seis triunfos en 16 carreras.
Al volante del nuevo Chevrolet Sonic del Stock Car 2012, Camilo obtuvo dos victorias en Tarumã e Interlagos, dos segundos lugares y un cuarto. Así, se colocó quinto en el campeonato de pilotos. También disputó dos fechas de la Copa Fiat Linea, logrando una victoria y dos cuartos puestos en las tres carreras que largo. A su vez, logró dos victorias, un segundo lugar y un cuarto puesto en ocho carreras disputadas en el Campeonato Brasileño de Marcas, nuevamente con Carlos Alves pero pilotando un Chevrolet Cruze.
Camilo consiguió dos victorias en Ribierão Preto y Brasilia en el Stock Car 2013, así como siete podios en doce carreras con su Chevrolet Sonic de RCM. Así, resultó subcampeón de pilotos a tres puntos de Maurício. El paulistano disputó además la fecha de Interlagos del Campeonato Brasileño de Marcas con un Ford Focus de Amir Nasr, resultando cuarto en la primera manga.
En 2014, el piloto obtuvo tres triunfos, un segundo puesto y un quinto en 21 carreras, de manera que se ubicó sexto en el campeonato.

## Resultados

### Turismo Competición 2000
| Año  | Equipo                | Auto              | 1   | 2   | 3   | 4   | 5   | 6   | 7  | 8   | 9   | 10  | 11  | 12  | 13  | 14  | Res. | Puntos |
| ---- | --------------------- | ----------------- | --- | --- | --- | --- | --- | --- | -- | --- | --- | --- | --- | --- | --- | --- | ---- | ------ |
| 2007 |                       |                   | CR  | GR  | BB  | SMM | SJU | SP  | AG | SFE | SRA | VIE | BA  | OBE | SL  | PDE | -    | -      |
| 2007 | Toyota Team Argentina | Toyota Corolla IX |     |     |     |     |     |     |    |     |     |     | 17† |     |     |     | -    | -      |
| 2008 |                       |                   | PAR | SAL | GR  | SFE | SJU | RES | AG | BA  | OBE | TRH | VIE | SMM | PDF | PDE | -    | -      |
| 2008 | Renault Lo Jack Team  | Renault Mégane I  |     |     |     |     |     |     |    | 5   |     |     |     |     |     |     | -    | -      |
| 2009 |                       |                   | AG  | GR  | OBE | SMM | TRH | RES | BA | CEN | SFE | SFE | SJU | SJU | PDF |     | -    | -      |
| 2009 | Renault Lo Jack Team  | Renault Mégane II |     |     |     |     | 3   |     | 5  |     |     |     |     |     | Ret |     | -    | -      |

#### Copa Endurance Series
| Año  | Equipo               | Auto              | 1   | 2  | 3   | Res. | Puntos |
| ---- | -------------------- | ----------------- | --- | -- | --- | ---- | ------ |
| 2009 |                      |                   | TRH | BA | PDF | 6°   | 24     |
| 2009 | Renault Lo Jack Team | Renault Mégane II | 3   | 5  | Ret | 6°   | 24     |

### TCR South America
| Año  | Equipo                            | Auto                   | 1   | 2   | 3   | 4   | 5   | 6   | 7   | 8   | 9   | 10  | 11 | 12 | 13  | 14  | Pos. | Pts. |
| ---- | --------------------------------- | ---------------------- | --- | --- | --- | --- | --- | --- | --- | --- | --- | --- | -- | -- | --- | --- | ---- | ---- |
| 2022 |                                   |                        | VEL | VEL | INT | GOI | GOI | RIV | RIV | EPI | EPI | TRH | BA | BA | VIL | VIL | -    | -    |
| 2022 | Toyota Gazoo Racing Latin America | Toyota Corolla GRS TCR |     |     |     |     |     |     |     |     |     | Ret |    |    |     |     | -    | -    |